# Fay Coyle
Francis Coyle, plus connu sous le nom de Fay Coyle, né le 1er avril 1933 à Derry en Irlande du Nord et décédé le 30 mars 2007 dans la même ville, est un joueur de football international nord-irlandais qui évolue au poste d'attaquant.

## Biographie

### Carrière en club
Fay Coyle commence sa carrière avec le Derry City Football Club qui évolue dans le championnat d'Irlande du Nord de football. Ses débuts se font en équipe réserve. Après quelques bonnes performances, il intègre l'équipe première lors de la saison 1952-1953. En deux saisons il joue dix matchs et marque neuf buts. En 1953, il est transféré au Coleraine Football Club où il reste six saisons. Lors de la saison 1954-1955 il est le meilleur buteur du championnat et remporte la City Cup.
En 1955, lors d'un match entre Derry  et les Shamrock Rovers organisé en hommage à Matt Doherty, une des premières stars du Derry City, il marque les six buts d'une rencontre remportée six buts à un. Paddy Coad, un des joueurs historiques des Rovers dit de lui qu'il est « un des grands espoirs du football irlandais ».
En 1958, il est recruté par Nottingham Forest. Le club anglais parvient enfin à recruter ce joueur qu'il suivait depuis plusieurs années. Il signe en mars 1958. Mais les choses ne se passent pas très bien. Coyle ne joue que trois matchs sans jamais marquer de but. Ayant le mal du pays et n'arrivant pas à s'adapter au football professionnel anglais, Coyle retourne en Irlande du Nord durant l'été 1958. Il réintègre alors l'effectif de Coleraine.
Le 26 septembre 1963 il retourne dans sa ville de naissance et signe dans son club formateur le Derry City Football Club pour vivre ce qui reste une des périodes les plus glorieuses du club. En 1964, Derry se hisse en finale de la Coupe d'Irlande du Nord. Derry l'emporte sur Glentoran. La saison suivant le club triomphe en championnat pour la première fois de son histoire. 
Ces deux victoires majeures permettent à Derry et à Coyle de jouer en Coupe d'Europe. D'abord en Coupe d'Europe des vainqueurs de coupe où il s'incline au premier tour contre le Steaua Bucarest, puis en Coupe des clubs champions européens où après avoir éliminé les Norvégiens de FK Lyn ils sont éliminés par les Belges du RSC Anderlecht. Fay Coyle participe à deux matchs européens.

### Carrière en sélection
Avec l'équipe d'Irlande du Nord, il joue 4 matchs (pour aucun but inscrit) entre 1955 et 1958. 
Il figure dans le groupe des sélectionnés lors de la Coupe du monde de 1958. Lors du mondial organisé en Suède, il joue un match face à l'Argentine.

## Palmarès
| Derry City - Championnat d'Irlande du Nord (1) : - Champion : 1964-65. - Coupe d'Irlande du Nord (1) : - Vainqueur : 1963-64. |  | Coleraine - Coupe d'Irlande du Nord (1) : - Vainqueur : 1964-65. |